# Pelosia noctis
Pelosia noctis là một loài bướm đêm thuộc phân họ Arctiinae, họ Erebidae.